# Martin Bäcklin
Karl Martin Bäcklin, född 10 oktober 1895 i Hallsberg, död 27 oktober 1972 i Uppsala, var en svensk pedagog och ämbetsman, från 1930 läroverksadjunkt i Uppsala. Han deltog som frivillig i Finska Vinterkriget och utsågs 1944 till civilförsvarsdirektör vid länsstyrelsen i Uppsala.

## Biografi
Martin Bäcklin var son till bagaren Viktor Bäcklin i Hallsberg och dennes hustru Hilda, född Hellstrand. Familjen flyttade till Västerås 1908, där Martin Bäcklin avlade studentexamen 1916. Han blev filosofie kandidat 1921 och filosofie magister 1923 vid Uppsala universitet. Martin Bäcklin gifte sig 1925 med Elsa Lindblad (1897–1985) från Västerås. De fick två döttrar.
Under Vinterkriget ingick Martin Bäcklin i Svenska frivilligkåren. Efter hemkomsten från Finland utbildade Bäcklin svenska soldater, befordrades till reservlöjtnant och utsågs 1944 till e.o. civilförsvarsdirektör vid länsstyrelsen i Uppsala län. År 1950 förlänades Bäcklin Vasaorden.